# Denis Lavant

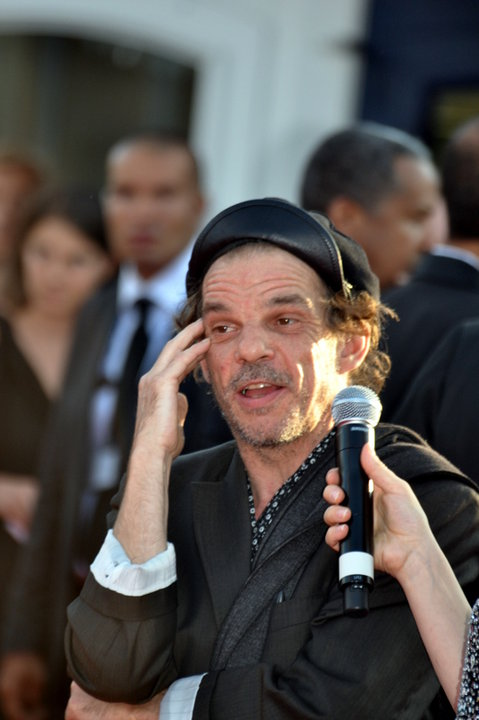
Denis Lavant (2010)

Denis Lavant (* 17. Juni 1961 in Neuilly-sur-Seine) ist ein französischer Schauspieler.

## Leben
Denis Lavant sammelte erste Erfahrungen beim Straßentheater und nahm anschließend Schauspielunterricht bei Jacques Lassalle.
Seine erste Rolle spielte er 1982 in dem Fernsehfilm L’ombre sur la plage. Im selben Jahr stand er für Robert Hosseins Film-Version von Die Elenden vor der Kamera. Anschließend war er in verschiedenen Nebenrollen zu sehen, unter anderem in Claude Lelouchs Film Viva la vie - Es lebe das Leben mit Charlotte Rampling. Im Jahr 1984 traf er bei der Arbeit zu Boy Meets Girl erstmals auf Regisseur Leos Carax, in dessen zwei folgenden Filmen Lavant ebenfalls mitspielte. Die Dreharbeiten der dritten gemeinsamen Produktion Die Liebenden von Pont-Neuf erstreckte sich über vier Jahre und belastete die Beziehung der beiden Künstler. Der Film, in dem auch Juliette Binoche mitwirkte, kam 1991 in die Kinos und brachte Denis Lavant eine Nominierung für den Europäischen Filmpreis als bester Darsteller.
Der Schauspieler stand auch für einige Kurzfilme vor der Kamera und spielte in internationalen Produktionen wie 1996 in dem südkoreanischen Film Wild Animals von Kim Ki-duk. Für Claire Denis übernahm Lavant 1999 eine Hauptrolle in dem von Kritikern gelobten Spielfilm Der Fremdenlegionär. Im selben Jahr war der Schauspieler in Veit Helmers Film Tuvalu erneut in einer Hauptrolle zu sehen und erhielt für seine Darstellung den Preis für den besten Schauspieler des Festival de Cine Español de Málaga.
In dem Horrorfilm Deep in the Woods – Allein mit der Angst von Lionel Delplanque stand Denis Lavant gemeinsam mit François Berléand und Michel Muller vor der Kamera. In der französisch-amerikanischen Gemeinschaftsproduktion Mathilde – Eine große Liebe mit Audrey Tautou, Marion Cotillard und Jodie Foster war der Schauspieler 2004 in einer kleinen Rolle zu sehen. 2015 spielt er Jacques Austerlitz in dem Dokumentarfilm „Austerlitz“ von Stan Neumann nach dem Buch Austerlitz von W. G. Sebald.

## Filmografie (Auswahl)
- 1982: L’ombre sur la plage (TV) – Regie: Luc Béraud
- 1982: Die Legion der Verdammten (Les misérables) – Regie: Robert Hossein
- 1983: Paris ficelle (Kurzfilm) – Regie: Laurence Ferreira Barbosa
- 1983: Entre Nous – Träume von Zärtlichkeit (Coup de foudre) – Regie: Diane Kurys
- 1983: Der verführte Mann – L’Homme blessé (L’homme blessé)
- 1984: Viva la vie - Es lebe das Leben (Viva la vie) – Regie: Claude Lelouch
- 1984: Boy Meets Girl – Regie: Leos Carax
- 1985: Weggehen und wiederkommen (Partir, revenir)
- 1985: Hôtel du siècle (Fernsehserie)
- 1986: Oscar et Valentin (TV) – Regie: François Dupont-Midi
- 1986: Die Nacht ist jung (Mauvais sang) – Regie: Leos Carax
- 1987: L’étendu (Kurzfilm) – Gilles Marchand
- 1988: Maigret et l’homme de la rue (TV) – Regie: Jean Kerchbron
- 1989: Un tour de manège – Regie: Pierre Pradinas
- 1989: Mona et moi – Regie: Patrick Grandperret
- 1991: C’est merveilleux (Kurzfilm) – Regie: Solange Martin
- 1991: Die Liebenden von Pont-Neuf (Les amants du Pont-Neuf) – Regie: Leos Carax
- 1992: Drôle d’immeuble (Kurzfilm) – Regie: Simon Pradinas
- 1993: Fuis la nuit (Kurzfilm) – Regie: Patrick Brunie
- 1993: De force avec d’autres (Kurzfilm) – Regie: Simon Reggiani
- 1994: La partie d’échecs – Regie: Yves Hanchar
- 1995: L’ennemi (Kurzfilm) – Regie: Hervé Renoh
- 1995: Visiblement je vous aime – Regie: Jean-Michel Carré
- 1996: Wild Animals (Yasaeng dongmul bohoguyeog)
- 1998: Don Juan – Regie: Jacques Weber
- 1998: Le monde à l’envers – Regie: Rolando Colla
- 1998: Cantique de la racaille – Regie: Vincent Ravalec
- 1999: Der Fremdenlegionär (Beau travail) – Regie: Claire Denis
- 1999: Tuvalu – Regie: Veit Helmer
- 2000: Deep in the Woods – Allein mit der Angst (Promenons-nous dans les bois)
- 2000: La squale – Regie: Fabrice Genestal
- 2001: Married/Unmarried
- 2001: L’affaire Libinski (Kurzfilm) – Regie: Delphine Jaquet und Philippe Lacôte
- 2002: La merveilleuse odyssée de l’idiot Toboggan – Regie: Vincent Ravalec
- 2004: Luminal – Regie: Andrea Vecchiato
- 2004: Mathilde – Eine große Liebe (Un long dimanche de fiançailles)
- 2004: Le soldat inconnu vivant (TV) – Regie: Joël Calmettes
- 2005: Camping sauvage – Regie: Christophe Ali und Nicolas Bonilauri
- 2006: Elégant (Kurzfilm) – Regie: Daniel Wiroth
- 2006: Mister Lonely – Regie: Harmony Korine
- 2007: Capitaine Achab – Regie: Philippe Ramos
- 2008: Merde (Kurzfilm) – Regie: Leos Carax (Teil des Episodenfilms Tokyo!)
- 2009: Agatha Christie: Mörderische Spiele (Les Petits Meurtres d’Agatha Christie, Fernsehserie, 1 Folge)
- 2010: I’m Not a F**king Princess (My Little Princess)
- 2011: Im finsteren Walde (Le petit poucet)
- 2012: Holy Motors
- 2013: Michael Kohlhaas
- 2015: Ich und Kaminski
- 2015: Eva no duerme – Regie: Pablo Agüero
- 2016: Boris sans Béatrice – Regie: Denis Côté
- 2018: Vom Lokführer, der die Liebe suchte… – Regie: Veit Helmer
- 2018: 3 Tage in Quiberon – Regie: Emily Atef
- 2020: La Nuit des Rois
- 2020: Gagarin – Einmal schwerelos und zurück (Gagarine)
- 2021: Sentinelle Sud
- 2022: Human Flowers of Flesh
- 2024: Der Junge dem die Welt gehört
- 2024: C’est pas moi (Kurzfilm)
- 2024: Brûle le sang